# Richard Dawson
Richard Dawson, geboren als Colin Lionel Emm (Gosport, 20 november 1932 – Los Angeles, 2 juni 2012) was een Brits acteur, komiek en presentator. Hij was bekend om zijn rol als korporaal Peter Newkirk in de televisieserie Hogan's Heroes. Daarnaast was hij ook bekend als de verderfelijke presentator Damon Killian in de film The Running Man. Als presentator presenteerde hij het populaire spelprogramma Family Feud van 1976 tot 1985 en van 1994 tot 1995. Zijn bijnaam The Kissing Bandit dankte hij aan het feit dat hij alle vrouwelijke deelnemers kuste. 
Richard Dawson was getrouwd met actrice Diana Dors van 1959 tot hun scheiding in 1966. Samen hadden ze twee zonen. Zijn tweede huwelijk was met Gretchn Johnson van 1991 tot zijn dood in 2012. Samen hadden ze één kind.

## Filmografie

### Films
- The Longest Day (1962, niet op aftiteling)
- Promises! Promises! (1963)
- King Rat (1965)
- Munster, Go Home! (1966)
- Out of Sight (1966, niet op aftiteling)
- The Devil's Brigade (1968)
- Keep an Eye on Denise (1973)
- Treasure Island (1973)
- How to Pick Up Girls! (1978)
- The Running Man (1987)

### Televisieprogramma's
- The Dick Van Dyke Show (1963)
- The Jack Benny Program (1963)
- The Alfred Hitchcock Hour (1964)
- The Outer Limits (1964)
- Hogan's Heroes (1965-1971, 166 afleveringen)
- Mr. Terrific (1967)
- Rowan & Martin's Laugh-In (1970-1973)
- McCloud (1970)
- Love, American Style (1971 en 1972)
- The ABC Saturday Superstar Movie (1972)
- Wait Till Your Father Gets Home (1972)
- The New Dick Van Dyke Show (1973-1974)
- Hong Kong Phooey (1974)
- McMillan & Wife (1975)
- The Odd Couple (1975)
- Family Feud (1976-1985, 1994-1995)
- The Love Boat (1978)
- Fantasy Island (1978)
- The Tonight Show Starring Johnny Carson (1979 en 1980)